# Lena Biolcati (album)
Lena Biolcati è il primo album di Lena Biolcati, pubblicato nel 1986.

## Descrizione
L'album, messo in commercio dopo la vittoria dell'artista nella sezione "Nuove Proposte" del Festival di Sanremo 1986 con il brano Grande grande amore, comprende anche il pezzo proposto dalla Biolcati nell'edizione precedente della manifestazione, ovvero Innamoratevi come me.
La parte musicale dei brani è opera di autori come Maurizio Fabrizio (già autore di molti successi di Riccardo Fogli e Renato Zero e collaboratore della casa discografica) e Roby Facchinetti. La cantante firma il testo di uno dei brani, Per riavere te, mentre per gli altri si alternano Stefano D'Orazio, compagno della Biolcati ai tempi, Marco Tansini, già autore di un brano del disco di Red Canzian, e Valerio Negrini.

## Tracce
1. Io donna anch'io (Tansini - D'Orazio)
2. C'è ancora cielo (Facchinetti - D'Orazio)
3. Una storia d'amore (Armani - Di Maggio)
4. Nel mio cuore e in altre isole (Facchinetti - Negrini)
5. Salvati la vita con me (Soffici - D'Orazio)
6. Grande grande amore (Fabrizio M. - D'Orazio)
7. Per riavere te (Fabrizio M. - Biolcati)
8. Nati per vincere (Facchinetti - D'Orazio)
9. Innamoratevi come me (Facchinetti - Negrini)
10. Prima che il mattino arrivi (Facchinetti - D'Orazio)